# Нетьосов Павло Олександрович
Павло́ Олекса́ндрович Нетьо́сов (нар. 16 листопада 1974) — український пошуковець, музейник, громадський діяч та активіст. Один з керівників волонтерських груп місії «Евакуація 200» в 2014—2015 роках.

## Біографія та діяльність
Народився 16 листопада 1974 року в місті Спаськ-Дальній Приморського краю РРФСР в родині військовослужбовця. Після численних переїздів між військових містечок сім'я Павла оселилася в м. Києві, де Павло здобув середню, а потім і вищу технічну освіту.
З 1995 року Павло зі своїми товаришами почав досліджувати довготривалі вогневі споруди Київського укріпрайону (КіУР). Під час огляду одного з ДОТів ними були виявлені останки радянського солдата просто неба, біля стін довготривалої вогневої точки. Ця знахідка привела Павла до Київського міського клуб «Пошук» та надалі вже активніше займався вивченням фортифікацій, пов'язаних із Києвом.
У 1998 р. пошуковики-однодумці обрали П. Нетьосова командиром загону «Патріот», у завдання якого входило не тільки вивчення і збереження об'єктів КіУРу (що налічував майже три сотні об'єктів), а й гідне перепоховання його захисників, нерідко «забутих» на полі бою. На цей час дослідження та пошукові експедиції Павло проводив уже й до Коростенського, Новоград-Волинського, Ямпільського, Летичівського, Ковельського укріпрайонів. Особливі знахідки пошуковці передавали до фондів як місцевих музеїв, так і найвідоміших військово-історичних музеїв України, а кожна діяльність експедицій закінчувалась виданням звіту з кресленнями і фотоілюстраціями.
У 2010 році дослідники фортифікації вийшли на новий рівень організації та об'єдналися в Міжнародну асоціацію дослідників фортифікації «Цитадель», головою правління став один з найактивніших її засновників П. Нетьосов. Перші роки існування нового громадського утворення були найпліднішими. Розчищено, детально вивчено й зроблено креслення 8, відреставровано 4, перетворені в музеї 2 ДОТи КіУРу, які перетворилися в Пояс бойової слави, що став відомою пам'яткою військової історії України далеко за її межами. Також помітнішими стали не лише обсяги збереженої матеріальної військово-історичної спадщини, а й проведені заходи, спрямовані на виховання у співвітчизників почуття патріотизму й поваги до полеглих захисників Батьківщини.

### Російсько-українська війна
З 2014 року, з початком російсько-української війни, Павло Нетьосов як волонтер допомагав українським військовикам і добровольцям. А вже влітку того ж року став одним з перших українських добровольців, залучених Міністерством оборони України до команди осіб, яка мала займатися поверненням тіл загиблих українських воїнів з тимчасово окупованих територій (місія «Чорний тюльпан»). Цю місію на той період виконували першочергово українські пошуковці, які мали досвід роботи з похованнями часів Другої світової війни. У нових умовах вони свідомо зголосилися під збройним наглядом сепаратистів і колаборантів повертати з місць боїв тіла полеглих співвітчизників до їхніх рідних. Додатково проводили навчання наступних груп українських добровольців-пошуковців, яким бракувало досвіду.
Після закінченням пошукової діяльності на тимчасово окупованих територіях у 2015 році, певний час займався волонтерською допомогою для українських військовиків на сході України. У той же період створював і в березні 2016 року розпочав роботу проект «Блокпост Пам'яті» — пересувної виставки на основі речей, підібраних з полеглими українськими військовиками та добровольцями. За більш ніж рік діяльності виставки П. Нетьосов проводив її у більш ніж 50 військових частинах та школах у Київській, Запорізькій, Дніпропетровській, Вінницькій, Чернігівській та Полтавській областях. З часу створення виставка щороку також проводиться на річницю виходу із Іловайського котла під Михайлівським собором неподалік Стіни Пам'яті.
Станом на початок 2024 року — науковий співробітник відділу навчально-наукового центру воєнної історії Національного університету оборони України імені Івана Черняховського Міністерства оборони України.

## Нагороди
- Орден Данила Галицького — «За значні заслуги у зміцненні української державності, мужність і самовідданість, виявлені у захисті суверенітету та територіальної цілісності України, вагомий особистий внесок у розвиток різних сфер суспільного життя, сумлінне виконання професійного обов’язку» (22.01.2024)[1].

### Відео
- Пам'ятний бій під Віта-Поштовою (коментар П.Нетьосов) на YouTube
- Реконструкция событий 1941 года, КиУР - ДОТ 179. (С.Одаренко) на YouTube
- Інтерв`ю: Павло Нетьосов про пошук загиблих. 24 Канал на YouTube
- Музеї Київського укріпрайону. Юрій Багрянцев на YouTube
- «Блокпост пам'яті»: на Михайлівський площі розмістили виставку пам'яті загиблих під Іловайськом. Громадське Телебачення на YouTube